# Régis Talar
Régis Talar, né Régis Tahar le 17 mars 1939 à Sousse en Tunisie et mort le 16 octobre 2019 dans le 15e arrondissement de Paris, est un producteur français de musique.

## Biographie
Régis Mardoché Talar est le fils de Raoul Aron Tahar (1909-1980) et de Taïta Reine Krief (1912-2000). Il a deux frères : Victor Léon (1937-2005) et Robert Meyer (né en 1948).
Alors directeur artistique, Régis Talar rencontre Jacques Revaux en 1962 dans la maison d'édition Tutti, filiale de  Philips puis Michel Sardou en 1965, dont l'interprétation et la voix le séduisent, et qu'il veut mener au succès,,.
La même année, il est employé en tant que directeur d'édition chez Eddie Barclay jusqu'en 1969, date à laquelle Barclay décide de résilier le contrat qui le lie à Michel Sardou devenu ami personnel de Talar. Il préfère suivre le chanteur et les deux hommes fondent avec Jacques Revaux le label Trema.
le 16 janvier 1969, il épouse Béatrice Faille, dont il deviendra le veuf en 1990. De cette union, naissent Axel en 1969, Cédric en 1973 et Astrid en 1974.
Régis Talar est depuis sa fondation directeur général de Trema, label indépendant qui prospère longtemps en raison des excellents chiffres de ventes de Michel Sardou, mais aussi grâce à Enrico Macias, Michel Delpech, Dionysos et Matmatah. On lui doit également le plus gros tube français de l’histoire, Comme d’habitude, de Claude François et ses milliers de reprises à travers le monde. La maison enregistre un chiffre d'affaires annuel de 38 millions d'euros en 1998. Trema est racheté par Universal Music en 2004.
Dans les années 1990, Talar est placé à la présidence des Victoires de la Musique, deux années consécutives.
Il contribue à la création du label indépendant Atmosphériques fondé en 1996 par Marc Thonon.
Il est l'un des fondateurs et membre du conseil d'administration de la Société des producteurs de phonogrammes (SPPF) jusqu'en 2004.
En 2017, Régis Talar fait partie de la distribution du documentaire Les Magnifiques de Mathieu Alterman et Yves Azéroual, qui met en lumière l'histoire de sept jeunes gens (Norbert Saada, Régis et Charles Talar, Charley Marouani, Robert Castel, Enrico Macias et Philippe Clair) partis d'Afrique du Nord à vingt ans et qui ont révolutionné la pop-culture française des années 1960 à 1980,,,.

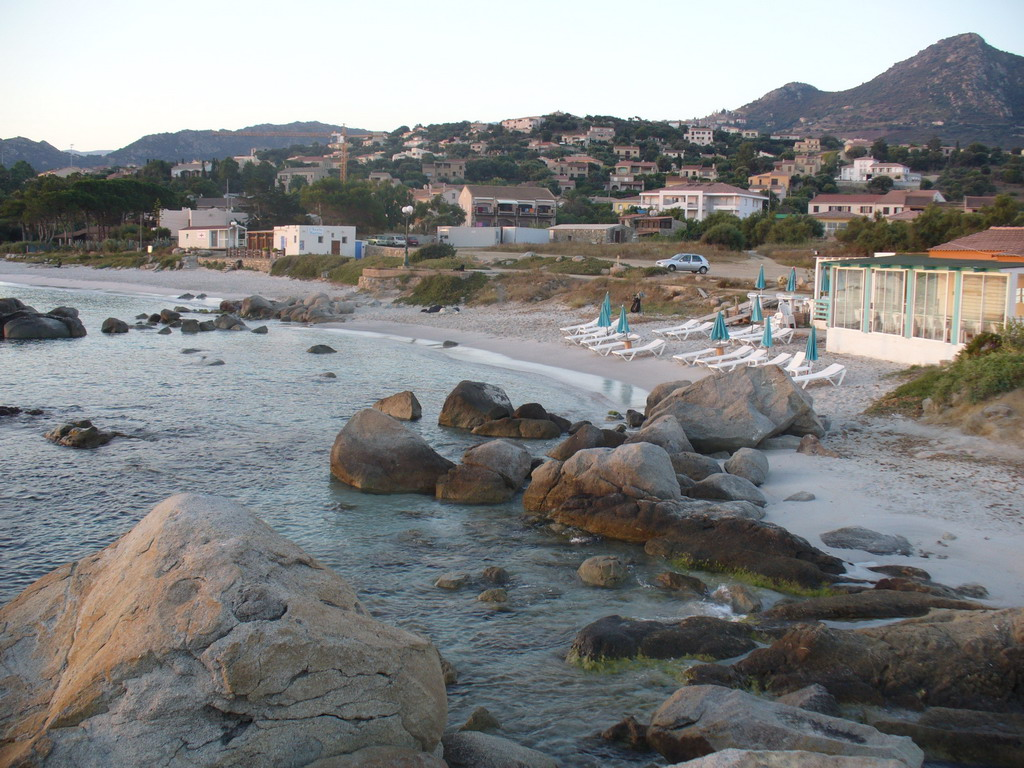
Plage de l'Ile-Rousse

Ami d'Henri Salvador, Charley Marouani et Michel Boujenah, Talar est un grand amateur de pétanque. Le 15 mai 2010, il épouse Caroline Malausséna, d'origine niçoise, avec qui il a eu une fille, Mathilde, en 1991. Régis se marie avec Caroline à l'Ile-Rousse en Corse où il s'était installé. Il a donc quatre enfants.
Ses pairs de la SPPF le considèrent comme « l'une des grandes figures du monde de la production et de l'édition musicale »
Il meurt le 16 octobre 2019. Conformément à sa volonté, il est enterré deux jours plus tard au cimetière de l'Île-Rousse.

## Distinction
- Grand prix de la SACEM en tant qu'éditeur de musique, en 1984[2]
- Chevalier de la Légion d'Honneur, en 2016[15]
- Officier de l'ordre des Arts et des Lettres Il est promu au grade d’officier par l’arrêté du 25 septembre 2017[16]

## Liens

### Internes
- Histoire des Juifs en Tunisie

### Externes
- Ressource relative à la musique :   - MusicBrainz
- Notices d'autorité :   - VIAF
  - BnF (données)